# Phrynobatrachus rainerguentheri
Phrynobatrachus rainerguentheri é uma espécie de anfíbio gimnofiono da família Phrynobatrachidae. Está presente na Nigéria. A UICN classificou-a como deficiente de dados.